# Siły Powietrzne Republiki Singapuru
Siły Powietrzne Republiki Singapuru (ang. Republic of Singapore Air Force; w skrócie RSAF; chiń. 新加坡空军部队; malajski Angkatan Udara Republik Singapura; tamil. சிங்கப்பூர் ஆகாயப்படை) – wojska lotnicze Republiki Singapuru, jedna z trzech formacji tamtejszych Sił Zbrojnych. W regionie Azji Południowo-Wschodniej nieznacznie liczniejszym lotnictwem dysponuje Wietnam, Tajlandia i Indonezja, jednak Singapur ma liczebną i techniczną przewagę we flocie myśliwców. W związku z nieposiadaniem przez Singapur dostatecznej przestrzeni powietrznej na prowadzenie jakichkolwiek operacji wszystkie szkolenia i loty treningowe odbywają się w USA (F-15, F-16), Francji (M-346), Australii (PC-21) i Tajlandii.

## Historia
1 września 1968 roku utworzono Dowództwo Obrony Powietrznej Singapuru (Singapore Air Defence Command - SADC). Pierwszym zadaniem nowo powstałej formacji było wyszkolenie personelu. W tym celu, 1 sierpnia 1969 roku w bazie lotniczej Tengah otwarto Flying Training School, pierwszą szkołę lotniczą. W tym samym roku, w maju, pozyskano osiem samolotów Cessna 172K oraz śmigłowce Alouette III. Pierwsi piloci wyszkoleni na miejscu ukończyli kurs w grudniu tego samego roku i zostali wysłani do Wielkiej Brytanii w celu dalszego przeszkolenia. W październiku tego samego roku otrzymano pierwsze maszyny z napędem odrzutowym, były to treningowe BAC 167 Strikemaster Mk84 a rok później, we wrześniu 1970 roku pierwsze bojowe odrzutowce, myśliwce Hawker Hunter. We wrześniu 1971 roku rozpoczęto proces wdrażania samolotów SIAI-Marchetti SF.260, które miały zastąpić używane podczas szkolenia Cessny. Do końca tego samego roku Armia Brytyjska ostatecznie opuściła terytorium Singapuru a siły powietrzne przejęły całkowitą kontrolę nad opuszczonymi przez Royal Air Force bazami w Tengah, Changi i Sembawang. W 1972 roku na wyposażeniu sił powietrznych pojawiły się pierwsze samoloty transportowe. Były to niewielkie Short SC.7-3M Skyvan. W 1973 roku Singapur rozpoczął proces zakupu używanych przez United States Navy maszyn Douglas A-4 Skyhawk. Były to samoloty w wersji A-4B pozyskane z nadwyżek amerykańskiej marynarki, przechowywane w Military Aircraft Storage and Disposition Center na terenie bazy Davis-Monthan Air Force Base w Tucson w Arizonie. Maszyny zostały poddane gruntownej modernizacji i weszły na uzbrojenie pod oznaczeniem A-4S i TA-4S (wersja dwumiejscowa). 1 kwietnia 1975 roku siły powietrzne uzyskały pełną samodzielność stając się niezależnym rodzajem sił zbrojnych a SADC został przemianowany na Republic of Singapore Air Force (RSAF). W 1976 roku siły powietrzne zakupiły pierwsze samoloty Northrop F-5E/F Freedom Fighter, które weszły na wyposażenie dywizjonu No. 144 Black Kite Squadron. W drugiej połowie lat 70. XX wieku zakupiono samoloty Lockheed C-130 Hercules oraz śmigłowce Bell 212 i Bell UH-1 Iroquois, które zastąpiły francuskie Alouette. Również w drugiej połowie lat 70. do służby w siłach powietrznych zaczęto przyjmować kobiety.

## Wyposażenie

### Obecne
| Zdjęcie                                     | Samolot                              | Producent                    | Typ                                         | Wersja                                        | Liczba sztuk        |
| Samoloty myśliwskie                         | Samoloty myśliwskie                  | Samoloty myśliwskie          | Samoloty myśliwskie                         | Samoloty myśliwskie                           | Samoloty myśliwskie |
| ------------------------------------------- | ------------------------------------ | ---------------------------- | ------------------------------------------- | --------------------------------------------- | ------------------- |
|                                             | Boeing F-15 Strike Eagle             | Stany Zjednoczone            | przewagi powietrznej/szturmowy              | F-15SG                                        | 40                  |
|                                             | Lockheed Martin F-16 Fighting Falcon | Stany Zjednoczone            | przechwytujacy szturmowy                    | F-16C Block 52 F-16D Block 52 F-16D Block 52+ | 22 20               |
|                                             | Northrop F-5 Tiger II                | Stany Zjednoczone            | wielozadaniowy treningowy rozpoznawczy      | F-5S Tiger II F-5T Tiger II RF-5S Tigereye    | 32 9 8              |
| Suma                                        |                                      |                              |                                             |                                               | 135                 |
| Samoloty patrolowe i wczesnego ostrzegania  |                                      |                              |                                             |                                               |                     |
|                                             | Grumman E-2 Hawkeye                  | Stany Zjednoczone            | wczesne ostrzeganie i dowodzenie            | E-2C                                          | 4                   |
|                                             | Gulfstream G550 CAEW                 | Izrael                       | wczesne ostrzeganie i dowodzenie            | EL/M-2075 Phalcon                             | 4                   |
|                                             | Fokker F50                           | Holandia                     | morski patrolowiec                          | F50ME2                                        | 5                   |
| Samoloty transportowe i powietrzne tankowce |                                      |                              |                                             |                                               |                     |
|                                             | Boeing KC-135 Stratotanker           | Stany Zjednoczone            | latająca cysterna/transportowy              | KC-135R                                       | 4                   |
|                                             | Lockheed C-130 Hercules              | Stany Zjednoczone            | transportowy latająca cysterna/transportowy | C-130H KC-130B/H                              | 5 5                 |
|                                             | Fokker 50                            | Holandia                     | transport/VIP                               | 50UTL                                         | 4                   |
| Samoloty szkolno-treningowe                 |                                      |                              |                                             |                                               |                     |
|                                             | Pilatus PC-21                        | Szwajcaria                   | szkolenie podstawowe                        |                                               | 19                  |
|                                             | Alenia Aermacchi M-346               | Włochy                       | szkolenie zaawansowane                      |                                               | 12                  |
|                                             | ST Aerospace A-4SU Super Skyhawk     | Stany Zjednoczone · Singapur | szkolenie zaawansowane                      | TA-4SU                                        | 11                  |
| Śmigłowce                                   |                                      |                              |                                             |                                               |                     |
|                                             | Boeing CH-47 Chinook                 | Stany Zjednoczone            | ciężki śmigłowiec transportowy              | CH-47SD                                       | 16                  |
|                                             | Boeing AH-64D Apache Longbow         | Stany Zjednoczone            | śmigłowiec szturmowy                        | AH-64D                                        | 18                  |
|                                             | Eurocopter Super Puma                | Francja                      | śmigłowiec transportowy/SAR                 | AS332M                                        | 22                  |
|                                             | Eurocopter Cougar                    | Francja                      | śmigłowiec transportowy                     | AS532UL                                       | 12                  |
|                                             | Eurocopter Colibri                   | Francja · Singapur           | śmigłowiec szkolny                          | EC120                                         | 10                  |
|                                             | Sikorsky SH-60 Seahawk               | Stany Zjednoczone            | śmigłowiec morski/ZOP                       | S-70B                                         | 6                   |
| Bezzałogowe aparaty latające                |                                      |                              |                                             |                                               |                     |
|                                             | Elbit Hermes 450                     | Izrael                       | rozpoznawczy BSL                            |                                               | 5                   |
|                                             | IAI Heron                            | Izrael                       | rozpoznawczy BSL                            |                                               | ?                   |
|                                             | IAI Searcher                         | Izrael                       | rozpoznawczy BSL                            |                                               | 40                  |
|                                             | IAI Scout                            | Izrael                       | rozpoznawczy BSL                            |                                               | 60                  |

### W przeszłości
Samoloty 

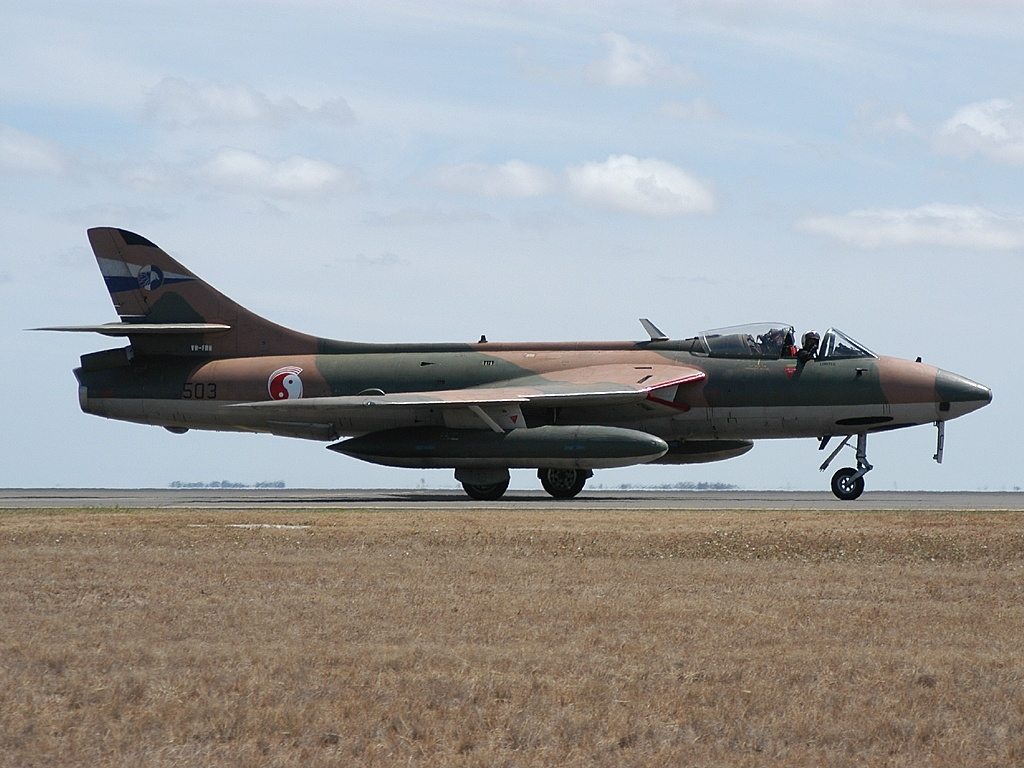
Hawker Hunter FR.74S

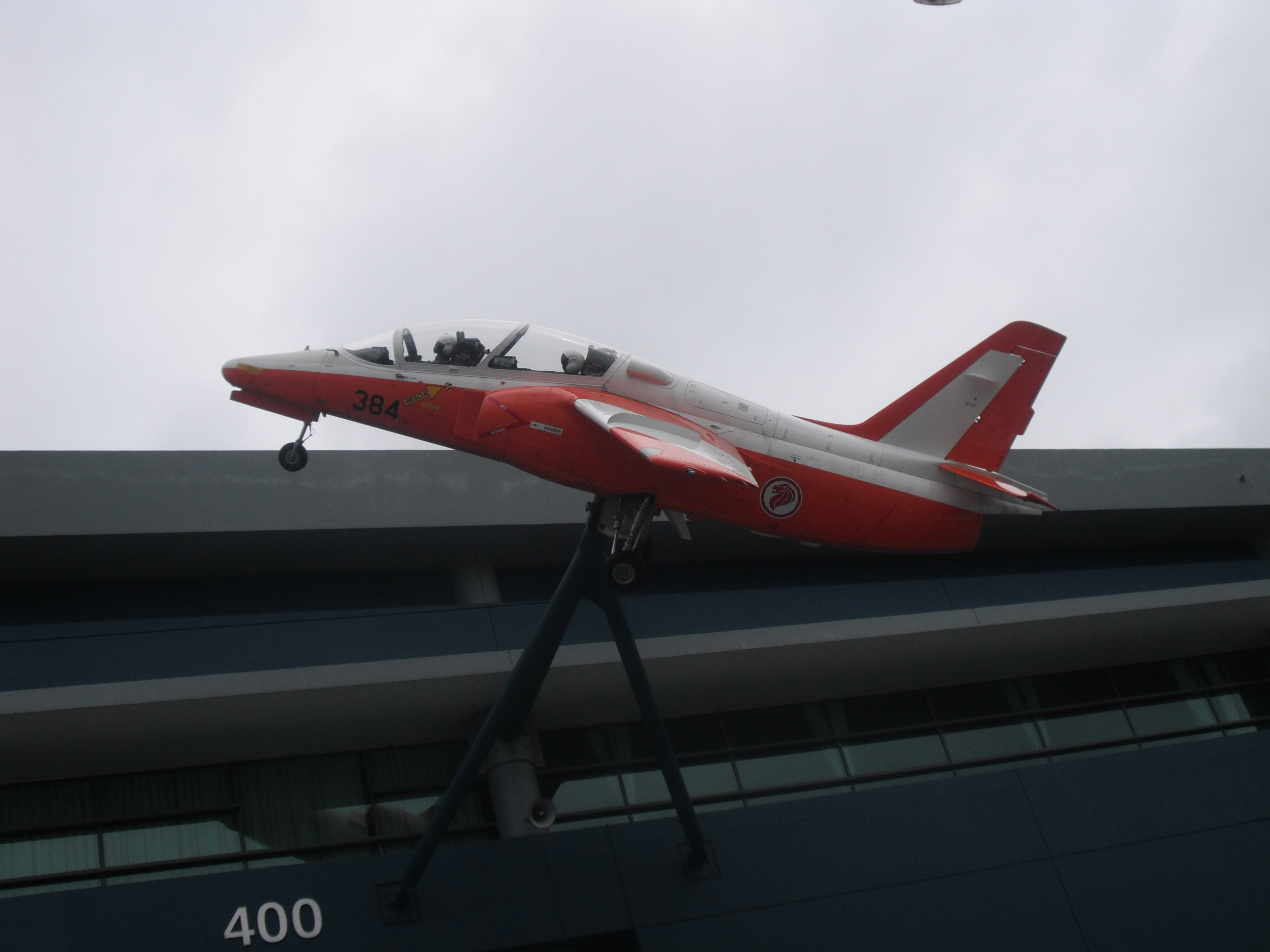
SIAI-Marchetti S.211

- Hawker Hunter — 12× FGA.74, 26× FR.74A/B, 8× T.75/A w latach 1970–1992.
- BAC 167 Strikemaster — 16× Mk.84, 4× Mk.81, 5× Mk.82 w latach 1969–1984.
- General Dynamics F-16 Fighting Falcon — 4× F-16A, 4× F-16B w latach 1988–2002.
- ST Aerospace A-4SU Super Skyhawk — 119× A-4S/SU, TA-4S/SU w latach 1989–2012.
- Cessna 172 — 7× F172K w latach 1969–1972.
- Short SC.7 Skyvan — 6× Skyvan 3M w latach 1973–1993.
- Percival P.56 Provost — 5× T.52 1975-1980.
- Lockheed T-33 Shooting Star — 20× T-33A w latach 1980–1985.
- Aermacchi SF-260 — 14× SF.260M, 12× SF.260W w latach 1979–2002.
- SIAI-Marchetti S.211 — 32× S.211 w latach 1984–2008.

Śmigłowce
- Aérospatiale Alouette III — 8× SA316B w latach 1969–1978.
- Eurocopter Écureuil — 7× AS350B w latach 1981–1992.
- Eurocopter Fennec — 6× AS550A2 + 14× AS550C2 w latach 1991–2006.
- Bell UH-1N — 3 w latach 1977–1985.
- Bell UH-1H — 25 w latach 1978–2008.
- Bell UH-1B — 20 w latach 1980–1988.

## Uzbrojenie
| Pocisk                             | Producent                     | Typ                              | Wersja                        | Liczba sztuk                  | Uwagi                         |                               |
| kpr klasy powietrze-powietrze      | kpr klasy powietrze-powietrze | kpr klasy powietrze-powietrze    | kpr klasy powietrze-powietrze | kpr klasy powietrze-powietrze | kpr klasy powietrze-powietrze | kpr klasy powietrze-powietrze |
| ---------------------------------- | ----------------------------- | -------------------------------- | ----------------------------- | ----------------------------- | ----------------------------- | ----------------------------- |
| AIM-120 AMRAAM                     | Stany Zjednoczone             | średniego zasięgu                | AIM-120C-5/7                  | 200                           |                               |                               |
| AIM-7 Sparrow                      | Stany Zjednoczone             | średniego zasięgu                | AIM-7M                        | 70                            |                               |                               |
| Derby                              | Izrael                        | średniego zasięgu                |                               | ?                             |                               |                               |
| Rafael Python                      | Izrael                        | krótkiego zasięgu                | Python-4                      | 600                           |                               |                               |
| AIM-9 Sidewinder                   | Stany Zjednoczone             | krótkiego zasięgu                | AIM-9J/P/S/X                  | 200/264/96/200                |                               |                               |
| Kpr klasy powietrze-ziemia         |                               |                                  |                               |                               |                               |                               |
| AGM-65 Maverick                    | Stany Zjednoczone             | Pocisk naprowadzany telewizyjnie | AGM-65B/D/G                   | 248                           |                               |                               |
| BGM-71 TOW                         | Stany Zjednoczone             | Pocisk naprowadzany laserowo     | BGM-71B                       | 200                           | AH-64                         |                               |
| AGM-114 Hellfire                   | Stany Zjednoczone             | Pocisk naprowadzany laserowo     | AGM-114L                      | 192                           | AH-64                         |                               |
| Przeciwokrętowy pocisk manewrujący |                               |                                  |                               |                               |                               |                               |
| Harpoon                            | Stany Zjednoczone             | Przeciwokrętowy                  | AGM-84?                       | 44                            | F-16/15 i Fokker F50          |                               |
| Bomby                              |                               |                                  |                               |                               |                               |                               |
| Paveway II                         | Stany Zjednoczone             | naprowadzane laserowo            | GBU-10/GBU-12/GBU-16          | 28/56/?                       |                               |                               |
| JDAM                               | Stany Zjednoczone             | naprowadzane przez INS/GPS       | GBU-31(V)1/B                  | 100                           | zestaw do Mk 84               |                               |
| JDAM                               | Stany Zjednoczone             | naprowadzane przez INS/GPS       | GBU-38/B                      | 50                            | zestaw do Mk 82               |                               |
| JDAM                               | Stany Zjednoczone             | naprowadzane przez INS/GPS       | GBU-54/B                      | 670                           | zestaw do Mk 82               |                               |
| AGM-154 JSOW                       | Stany Zjednoczone             | naprowadzane przez INS/GPS       | AGM-154A-1/C                  | 60                            |                               |                               |
| Mk 81/Mk82/Mk84                    | Stany Zjednoczone             | niekierowane                     | 113/227/909 kg                | ?                             |                               |                               |